# Jan I van Aspremont
Jan I van Aspremont (Apremont-la-Forêt onbekend jaar - Metz, 10 december 1238) was prins-bisschop van Verdun (1217-1224) en nadien van Metz (1224-1238), beide gelegen in het Rooms-Duitse Rijk.

## Levensloop
Jan was de oudste zoon van Godfried I, heer van Aspremont, en Elisabeth van Dampierre. De heren van Aspremont waren vazallen van de prins-bisschoppen van Metz en van Verdun in het hertogdom Opper-Lotharingen. Jan koos voor een kerkelijke carrière. Aan jonge leeftijd werd hij kanunnik in de beide kathedralen van Metz en Verdun. Paus Honorius III gaf hem dispensatie, want Jan was te jong voor het ambt van kanunnik. 
Van 1217 tot 1224 was hij prins-bisschop van Verdun. Hij haalde zowel de Dominicanen als de Franciscanen naar Verdun, de 2 grote bedelordes uit de middeleeuwen. 
Vervolgens was hij van 1224 tot zijn dood prins-bisschop van Metz. Zoals zijn voorgangers, geraakte hij in een dispuut verwikkeld met de burgers van de vrije Rijksstad Metz. Pas in 1234 kwam het tot een vergelijk tussen bisschop Jan en de inwoners van Metz. Zijn jongere broer, Gobert VI van Aspremont, hielp hem om vijandelijke aanvallen van naburige edelen af te slaan. Jan haalde de Duitse Orde naar zijn bisdom, meer bepaald in Saarbrücken. Na zijn dood werd hij begraven in de kathedraal van Metz (1238).